# Jan Bajtlik
Jan Bajtlik (ur. 1989) – polski artysta, absolwent Akademii Sztuk Pięknych w Warszawie. Specjalizuje się w malarstwie, rysunku, ilustracji, plakacie, projektowaniu graficznym, tworzył książki autorskie. Mieszka i pracuje we Francji.

## Życiorys
W trakcie nauki na akademii stworzył plakaty: „Weź się do kupy”, „Mężczyźni też moga tworzyć naukę”, „Fuck Racism” czy „Wiosna ludów”. Na trzecim roku wyjechał na staż do Francji do pracowni Michela Bouveta, co było nagrodą za wygraną w konkursie organizowanym przez Centre du Graphisme. W 2013 roku obronił dyplom w pracowni projektowania grafiki wydawniczej prof. Lecha Majewskiego (cykl plakatów BĄDŹ CZŁOWIEKIEM, CZYTAJ! skupiała się na popularyzacji czytelnictwa, otrzymał za nią wyróżnienie rektorskie i nagrodę STGU dla najlepszej pracy dyplomowej) oraz pracowni projektowania książki prof. Macieja Buszewicza (IMIĘ RÓŻY, Umberto Eco).

## Twórczość
Rysował i malował od wczesnych lat. Szeroko pojętym projektowaniem graficznym zaczął interesować się w liceum. Wtedy też zaczął tworzyć pierwszą autorską książkę, która została wydana podczas trzeciego roku jego studiów. W okresie licealnym zetknął się również po raz pierwszy z historią polskiego plakatu, co zainspirowało go do tworzenia ich na imprezy szkolne.
Sukces odniosła jego autorska książka aktywnościowa „Typogryzmoł” przetłumaczona na sześć języków i nagrodzona Bologna Ragazzi Award w 2015 roku (wyróżnienie w kategorii non fiction). Publikacja stała się podstawą wielu spotkań autorskich oraz warsztatów zarówno w Polsce, jak i w Niemczech i Francji.
Odniósł również wiele sukcesów jako ilustrator prasowy. Współpracował między innymi z Time Magazine, Gazetą Wyborczą, The New York Times’em, Courrier International, Forbes Magazine, magazynem „Architektura”, Tygodnikiem Powszechnym i Przekrojem.
Jest zdobywcą wielu nagród i wyróżnień w konkursach plakatu; między innymi International Poster Triennal w Toyamie (srebrny medal, 2011) czy International Italian Poster Biennale (Grand Prix, 2015)
W 2013 roku stworzył identyfikację wizualną dla Krakowa, miasta literatury UNESCO.
Od 2016 roku współpracuje z domem mody Hermés, projektując chusty, tkaniny, koce, ręczniki, tapety, ceramikę. Jest także autorem scenografii witryn butiku Hermésa w Warszawie, w Dubaju i oprawy graficznej wydarzenia Hermés Fantasy Funfair w Dubaju. Współpracował także z marką Swatch, tworząc autorską wersję Swatch x You, czy z francuską firmą Bensimon. W 2023 roku stworzył okładkę polskiej edycji magazynu „Vogue”, zainspirowaną Anją Rubik.

## Styl
Bajtlika fascynują początki kultury wizualnej w Europie, zwłaszcza dziedzictwo starożytności czy początki pisma. W swoich projektach często odwołuje się do sztuki antycznej, tworząc dialog między teraźniejszością a doświadczeniem przeszłości. Interesuje się również kaligrafią i estetyką Dalekiego Wschodu, ze szczególnym uwzględnieniem estetyki japońskiej. Mimo wykorzystania tradycyjnych mediów artysta posługuje się nowoczesnymi środkami wyrazu. W swoich projektach inspiruje się również estetyką związaną z projektowaniem graficznym i sztuką plakatu.

## Wybrane wystawy
- „Beyond Baroque”, grupowa wystawa inicjatywy „art+château”, Schloss Waldegg, Feldbrunnen – Sankt Niklaus (2022)[14]
- „Elan Vital”, Galeria Szydłowski, Warszawa, (2021)[15]
- „Lines – Rhythms – Labyrinths”, Instytut Polski, Dusseldorf (2020)[16]
- „Jardin Particulier” Galeria Promocyjna, Warszawa (2018)
- „Dogs Mix”, 3sec.gallery, Breda (2018)[17]

- „Labirynty Greckie” Galeria Szydłowski, Warszawa (2017)
- Wystawa plakatów, Librairie Polonaise, Paryż (2016)
- “Utopies & Réalités #2” wystawa książek i plakatów, Fête du Graphisme 2016, Cité Internationale des Arts, Paryż (2016)
- Wystawa plakatów, grafiki, rysunków i malarstwa, Galeria Plakatu, Warszawa (2016)
- “Che carattere! Le lettere dell’alfabeto tra arte e design” wystawa książek i plakatów, Galleria Corraini, Festivaletteratura, Mantua (2015)
- Wystawa plakatów, “Dom Słowa Polskiego” zorganizowana przez Stowarzyszenie Twórców Grafiki Użytkowej (STGU), Warszawa (2014)
- “Jan Bajtlik – The New Generation of Polish Posters”, Cristina Dos Santos Gallery, Nowy Jork (2014)
- “Be a man, read!” wystawa plakatów, Pałac pod Baranami, Festiwal Literatury im. Conrada, Kraków (2013)

## Wybrane nagrody i wyróżnienia
- Brązowy Medal – 12. Międzynarodowe Triennale Plakatu w Toyamie, Japonia (2018)[18]
- Złoty Medal – 1. Biennale Plakatu w Ekwadorze (2016)[19]
- Srebrny Medal – Międzynarodowe Biennale Plakatu w Meksyku (2016)
- Specjalne wyróżnienie na Bologna Ragazzi Award za książkę „Typogryzmoł” (2015)[20]
- Nagroda Ministra Kultury i Dziedzictwa Narodowego prof. Małgorzaty Omilanowskiej za książki dla dzieci i pracę edukacyjną (2015)[21]
- TDC Certificate of Typographic Excellence – Type Directors Club, Nowy Jork (2015)
- Najlepsza książka dla dzieci za rok 2014 – PTW (K2015)
- Award of Excellence – Communication Arts Typography Annual (2015)
- Grand Prix Międzynarodowe Biennale Plakatu we Włoszech (2015)
- Stypendium Ministerstwa Kultury i Dziedzictwa Narodowego “Młoda Polska 2014”
- Wyróżnienie specjalne podczas Biennale Plakatu w Warszawie (2014)
- Nagroda Rektora za pracę dyplomową, Akademia Sztuk Pięknych w Warszawie (2013)
- Najlepszy projekt dyplomu, Stowarzyszenie Twórców Grafiki Użytkowej STGU (2013)
- Srebrny Medal – 10. Międzynarodowe Triennale Plakatu w Toyamie, Japonia (2011)
- Wyróżnienie specjalne – 12. Biennale Plakatu w Meksyku (2011)
- Nagroda w 12. edycji konkursu AMS za plakat „Dom” (2011)
- Nagroda – “Skopje Poster” Międzynarodowy Konkurs Studencki Plakatu w Skopje (2011)
- Wyróżnienie specjalne –“Książka roku 2010” IBBY Sekcja Polska za książkę “Europa Pingwina Popo” (2011)
- Nagroda – Studencki Konkurs Plakatu podczas festiwalu „Le Mois du Graphisme d’Échirolles”, Échirolles, Francja (2010)
- Wyróżnienie specjalne w 11. edycji konkursu AMS za plakat „Mężczyźni też mogą tworzyć naukę” (2010)
- Nagroda – “Skopje Poster” Międzynarodowy Konkurs Studencki Plakatu w Skopje (2009)

## Wydane książki
- „Bitwa pod Grunwaldem 1410” Jan Bajtlik, Tomasz Diatłowicki, Agnieszka Malmon, Wydawnictwo Muchomor (2010)
- „Europa pingwina Popo” Jan Bajtlik, Wydawnictwo Dookoła Świata (2011)
- „Sztuka latania” Jan Bajtlik, Wydawnictwo Hokus-Pokus (2012)

- „Tańcowały dwa Michały” Jan Bajtlik, Wydawnictwo Muchomor (2012)

- „Wojtek spod Monte Cassino” Jan Bajtlik, Wiesław Antoni Lasocki, Wydawnictwo Muchomor (2012)

- „Auto” Jan Bajtlik, J.M. Brum, Wydawnictwo Dwie Siostry (2013)
- „Typogryzmoł” Jan Bajtlik, Wydawnictwo Dwie siostry, (2014)
- „Nić Ariadny” Jan Bajtlik, Wydawnictwo Dwie Siostry, (2018)